# Candidatus Caldiarchaeum subterraneum
Candidatus Caldiarchaeum subterraneum (лат.) — вид архей из типа Aigarchaeota. Этот вид ещё не выращивался в лаборатории, и его геном был извлечён из образца, взятого из геотермальных вод золотоносных рудников. После изучения генома было установлено, что он совершенно не схож с геномами всех известных на данный момент типов архей. Более того, у него был обнаружен убиквитиноподобный модификатор белковой системы, состоящей из белков Ub, E1, E2 и др., обладающей структурными особенностями, специфическими для эукариотических систем белков и радикально отличной от типичных прокариотических систем, недавно выявленных у Haloferax и Mycobacterium. Такая эукариотоподобная белковая система ранее не обнаруживалась у архей, и показывает, что прототип эукариотической белковой систем имеется среди архей.